# مارک فرانسیس (بازیکن فوتبال اهل انگلستان)
مارک فرانسیس (انگلیسی: Mark Francis؛ زادهٔ ۱۲ دسامبر ۱۹۹۴) بازیکن فوتبال اهل بریتانیا است.
از باشگاه‌هایی که در آن بازی کرده‌است می‌توان به باشگاه فوتبال چیپنهام تاون، باشگاه فوتبال سوئیندون تاون، باشگاه فوتبال توتون، باشگاه فوتبال دیدکات تاون، و باشگاه فوتبال فروم تاون اشاره کرد.